# Брод (річка)
Брод, Брід (Хвоса) — річка в Україні, у Хмільницькому районі Вінницької області, ліва притока Сниводи (басейн Південного Бугу).

## Опис
Довжина річки приблизно 11 км. Формується з багатьох безіменних струмків та водойм.

## Розташування
Бере початок на північному сході від села Лип'ятин. Тече переважно на південний схід через село Чеснівка й Уланів і впадає в річку Сниводу, ліву притоку Південного Бугу, за 32 км від її гирла.
Річку перетинає автомобільна дорога Т 0238